# Опера Монте-Карло

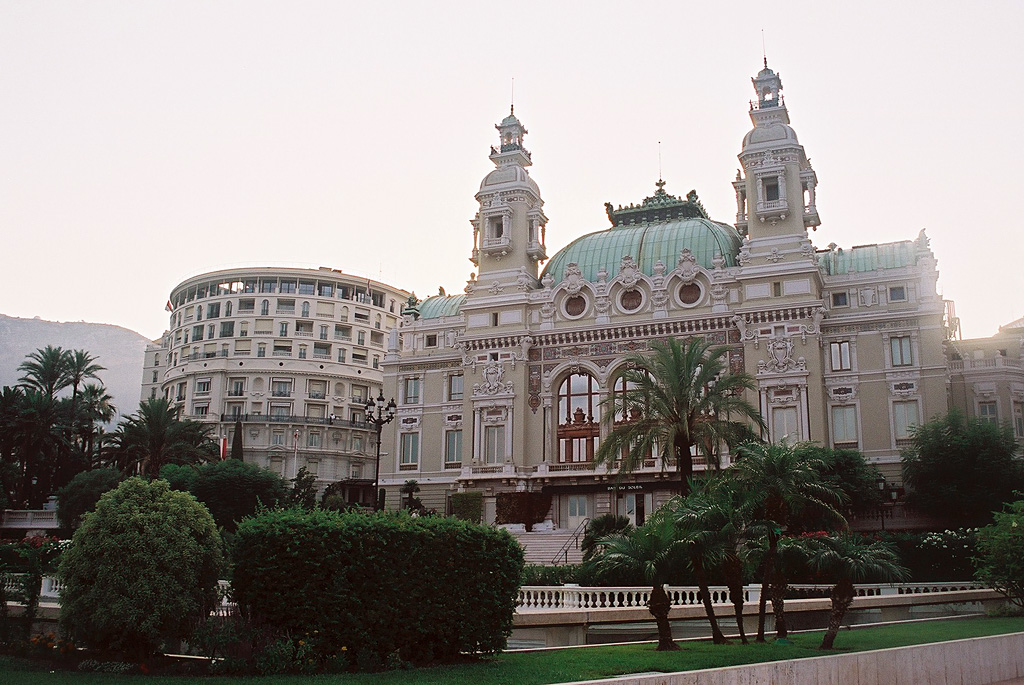
Опера Монте-Карло, Зал Гарньє

Опера Монте-Карло (фр. Opéra de Monte-Carlo) — оперний театр у Монако. Збудований за проєктом архітектора Шарля Гарньє у 1870-х роках на замовлення принца Карла III, який вирішив скористатись вигідним географічним розташуванням князівства та прокладенням через Монако залізниці і підвищити таким чином туристичну привабливість міста.
Театр розташований на березі Середземного моря. Зала театру, що носить ім'я свого архітектора, розрахована на 524 місця та була відкрита 25 січня 1879 року виставою, що містила в собі балет, інструментальну музику, оперу й художнє читання Сари Бернар. Це поклало традицію давати на сцені цього театру вистави різних жанрів.
За роки існування театру на його сцені відбулося більш ніж 80 світових оперних прем'єр, серед яких «Ластівка» Дж. Пуччіні (1917) та «Дитя і чари» М. Равеля (1925).